# Culture et Vie
Culture et vie (en ukrainien : Культура і життя) est un hebdomadaire national ukrainien.

## Histoire
Le journal est fondé en janvier 1913 par Hnat Khotkevytch. Il est refondé le 7 octobre 1923 sous le titre Littérature, Science et Art en annexe du journal Izvestia VUTSVK. Son premier rédacteur en chef fut Vasyl Ellan-Blakytny.
En 1925, il fait partie du journal Culture and Everyday Life, qui est publié en 1925-1928 en complément des Izvestia VUTSVK . De janvier 1929 à novembre 1930 s'appelait Littérature et Art. Il est publié sous le même nom en 1941-1944 dans diverses villes - Kiev, Vorochilovgrad, Oufa, Moscou, Kharkiv. En 1945-1954, il s'appelle Art soviétique, puis en 1955-1964, Culture soviétique. Le nom moderne, Culture et Vie, a été adopté le 3 mai 1965.
Après l'indépendance de l'Ukraine, il devient l'organe de presse officiel du ministère de la Culture de l'Ukraine. Il est ainsi refondé par le ministère de la Culture d'Ukraine, le Comité central du Syndicat de la culture d'Ukraine et la rédaction collective du travail.
Depuis 2017, il est publié sous licence CC-BY 3.0.